# Кијато
Кијато (грч. Κιάτο Kiato) градић је у Грчкој, у области Пелопонеза. Кијато је главно место општине Сикиона (грч. Σικυώνα Sikyona) припада округу Коринтија у оквиру периферије Пелопонез. 

## Положај
Кијато се налази на северној обали полуострва Пелопонез, на 110 км удаљености западно од Атине. Град се налази у приобалној равници, на јужној обали Коринтског залива.

## Становништво
| 1991. | 2001. |
| ----- | ----- |
| 9,212 | 9,655 |

У последња три пописа кретање становништва Кијата било је следеће: